# Pistolet Roth-Krnka M.7
Roth-Krnka M.7 – austro-węgierski pistolet samopowtarzalny, przyjęty na uzbrojenie armii austro-węgierskiej w 1907 roku pod oznaczeniem Repetierpistole M.7. Znany także powszechnie, chociaż nieprawidłowo jako Roth-Steyr M.07.

## Historia powstania
Pistolet M.7 miał swój początek w projekcie pistoletu Roth-Theodorović z 1896 r., zaproponowanym na konkurs na pistolet samopowtarzalny dla armii Austro-Węgier w 1897 roku przez austriackiego producenta amunicji Georga Rotha, według patentu chorwackiego konstruktora Wasy Theodorovicia. Pistolet ten działał na zasadzie długiego odrzutu lufy, ryglowanej przez obrót zamka, z wyłącznie częściowym samonapinaniem. Pierwszy konkurs nie znalazł rozstrzygnięcia, lecz konstrukcja została uznana za obiecującą i w dalszym toku ulepszania podlegała daleko idącym zmianom. Przekonstruowaniem pistoletu zajął się zatrudniony u Rotha czeski konstruktor Karel Krnka. W kolejnych licznych prototypach zmieniono mechanizm uderzeniowy z kurkowego na bijnikowy (model 1900/01) oraz zasadę działania automatyki broni na krótki odrzut lufy i ryglowanie przez obrót lufy (model 1902, M.II-2). Z uwagi na to, że mechanizm spustowy z częściowym samonapinaniem zapewniał duże bezpieczeństwo eksploatacji broni, w kolejnym modelu M.II-4 usunięto bezpiecznik nastawny. W 1906 roku pistolet ten zwyciężył w ostatecznie rozstrzygniętym konkursie dla wojska (wygrywając z konkurencyjnym Mannlicherem Mod.1905). Dopiero jednak 5 grudnia 1907 cesarz Franciszek Józef I zdecydował wprowadzić broń na uzbrojenie, pod oznaczeniem  Repetierpistole M.7 (pistolet samopowtarzalny wz.07).

## Produkcja
Po wyborze pistoletu na standardową broń wojskową, państwo przejęło prawa do patentów od przedsiębiorstwa Rotha za 70.000 koron oraz zwrot kosztów rozwoju prototypów 32.104 korony. Ponieważ Roth nie produkował broni, produkcję pistoletu zlecono fabryce OEWG Steyr, stąd pistolet ten często jest potocznie określany jako Steyr, która to firma jednak nie miała z jego konstrukcją nic wspólnego (wcześniej Steyr promował własną konkurencyjną konstrukcję Mannlichera). Próbne egzemplarze seryjne przekazano 2 grudnia 1908, a produkcja wielkoseryjna ruszyła na wiosnę 1909.
Od pistoletu numer 7343 firma Steyr wprowadziła drobne ulepszenia w postaci przerywacza, w celu wyeliminowania możliwych przypadków strzałów podwójnych, a także grubszego języka spustowego, aby wyeliminować możliwość przycięcia palca. Model ten nie uzyskał nowego oznaczenia, a jedynie określany był jako M.7 n.Erz (neuer Erzeugung – nowej produkcji). Za dokonane ulepszenia, Steyr otrzymał 1m.000 koron, co nieco rekompensowało mało opłacalną produkcję pistoletu.
W samym 1909 Steyr przekazał armii 30 591 pistoletów. Łączna produkcja dla wojska do jej zakończenia w 1913 wyniosła 59 334 sztuki, a dodatkowo kilkaset sztuk trafiło od 1913 roku na rynek cywilny (broń nie była produkowana na rynek cywilny, zapewne były to egzemplarze odrzucone przez odbiór wojskowy). Ponadto, od 1911 r. do sierpnia 1914, dalsze 38 213 pistoletów wyprodukowały węgierskie zakłady FÉG w Budapeszcie.
Produkcja pistoletów M.7 została zakończona przez produkujące je zakłady z powodu wysokich kosztów wytwarzania, których nie do końca rekompensowała ustalona urzędowo cena pistoletu wynosząca 70 koron, a później 71,20 koron. Na rynku cywilnym pistolet kosztował 95 koron, będąc jedną z droższych broni (w porównaniu np. z Browningiem 1910 – ok. 48 koron).

## Zastosowanie
Pistolet M.7 wszedł jako przepisowy pistolet na uzbrojenie austro-węgierskich wojsk lądowych. Stał się on przez to pierwszym pistoletem samopowtarzalnym przyjętym na uzbrojenie przez armię lądową mocarstwa europejskiego – wcześniej pistolety samopowtarzalne przyjęła tylko armia Szwajcarii (Parabellum) oraz włoska (Mauser C96) i niemiecka (Parabellum) marynarka wojenna.
Po I wojnie światowej pistolety M.7 używane były w armiach: czechosłowackiej, austriackiej, węgierskiej, jugosłowiańskiej, w mniejszej ilości w polskiej i włoskiej. W 1939 Polska posiadała jeszcze 200 sprawnych pistoletów. Obecnie, dwie fabryki nadal wytwarzają amunicję 8 × 19 Roth dla kolekcjonerów.
Pistolet M.7 był bronią wytrzymałą, łatwą w obsłudze i bardzo celną, dzięki wyeliminowaniu ruchu lufy w pionie. Z drugiej jednak strony, mechanizm pistoletu wymagał zachowania wysokiej jakości wykonania. Mimo tego, że mechanizm składał się zaledwie z 28 części, produkcja broni była skomplikowana, materiałochłonna i pracochłonna. Mało praktyczny był sposób ładowania pistoletu – z łódki, chociaż był on preferowany przez konstruktora Krnkę i armię austro-węgierską z uwagi na możliwość uzyskania dużej pojemności magazynka oraz eliminację wypadków spowodowanych pozostawieniem naboju w lufie przy wymianie magazynka. Amunicja 8mm okazała się mieć niezadowalającą moc obalającą.

## Opis
Roth-Krnka M.7 był bronią samopowtarzalną. Zasada działania oparta na krótkim odrzucie lufy. Zamek ryglowany przez obrót lufy. Mechanizm uderzeniowy bijnikowy, z wyłącznym, częściowym samonapinaniem. Zamek z suwadłem obejmował lufę, lecz poruszał się wewnątrz komory zamkowej, wysuwając się z niej z tyłu broni. Na końcu zamek miał charakterystyczny radełkowany pierścień do odciągania. Sprężyna powrotna lufy i zamka umieszczona była w kanale pod lufą.
M1.7 był zasilany ze stałego, jednorzędowego magazynka pudełkowego o pojemności 10 naboi, umieszczonego w chwycie. Ładowanie magazynka przy pomocy łódki.
Lufa gwintowana, posiadała cztery bruzdy prawoskrętne.
Przyrządy celownicze mechaniczne, stałe (muszka i szczerbinka).